# Gustav von Goßler

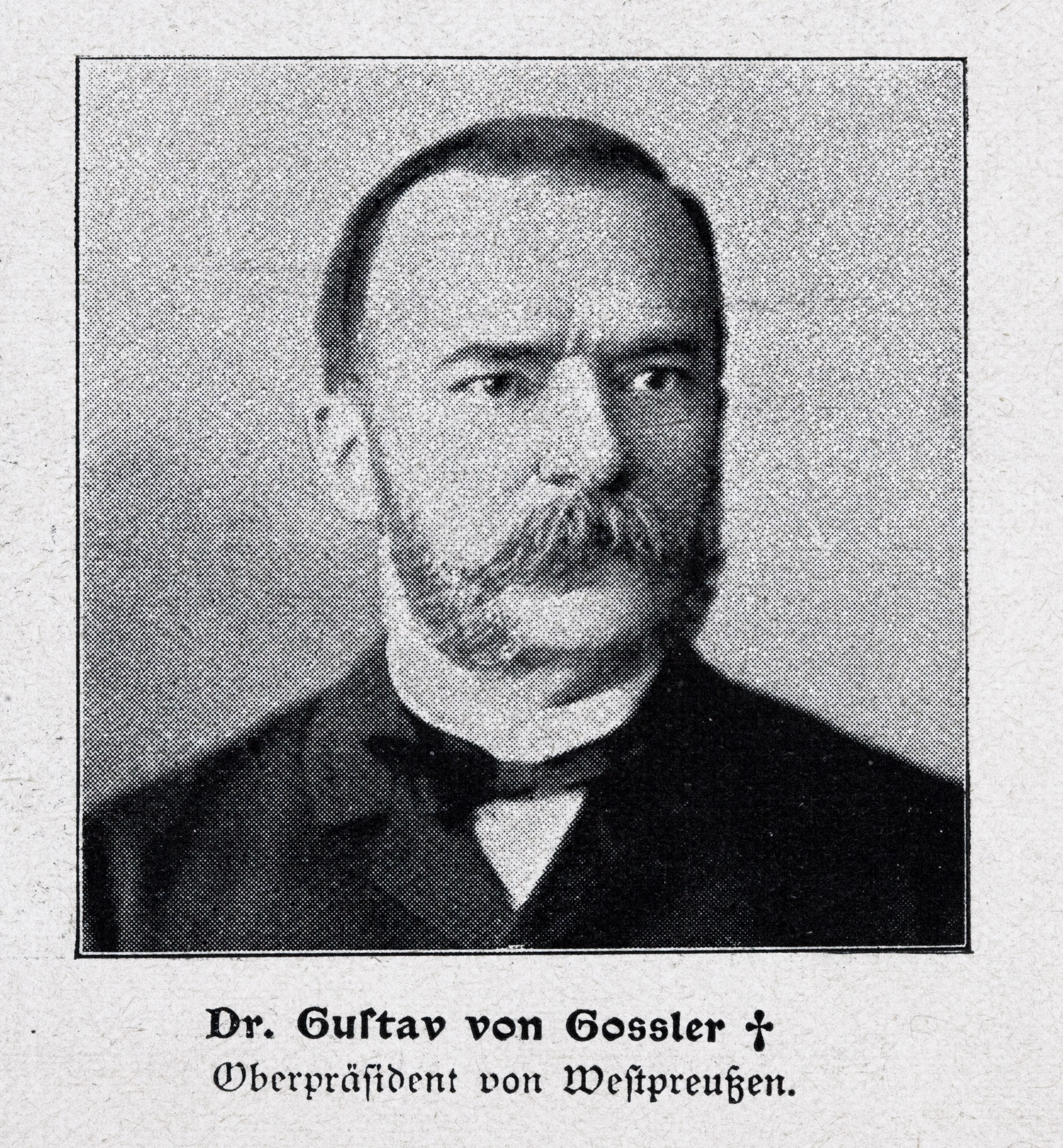
Gustav v. Goßler

Gustav Konrad Heinrich von Goßler (* 13. April 1838 in Naumburg (Saale); † 29. September 1902 in Danzig) war ein deutscher Verwaltungsjurist, preußischer Ministerialbeamter und konservativer Politiker. Er war von 1877 bis 1884 Mitglied des Reichstages (Deutschkonservative Partei), 1881 kurzzeitig auch dessen Präsident, von 1881 bis 1891 preußischer Kultusminister und danach bis zu seinem Tod Oberpräsident der Provinz Westpreußen.

## Herkunft und Familie
Die Familie Goßler wurde 1813 im Königreich Westphalen in den Adelsstand erhoben. Gustav Konrad Heinrich von Goßler war ein Sohn von Karl Gustav von Goßler (1810–1885) und Sophie von Mühler (1816–1877), der Tochter des preußischen Staats- und Justizministers Heinrich Gottlob von Mühler. Aus dieser Ehe stammen vier Söhne: außer Gustav die drei Generäle Heinrich Wilhelm Martin von Goßler (1841–1927), Konrad Ernst von Goßler (1848–1933) und Albert Theodor Wilhelm von Goßler (1850–1928). Der Vater war Kanzler des Königreichs Preußen, Kronsyndikus und Präsident des Oberlandesgerichts Königsberg.
Gustav von Goßler heiratete am 14. Juni 1867 auf Gut Georgenburg im Landkreis Gumbinnen Mathilde von Simpson (* 15. April 1847 in Wensöwen bei Marggrabowa, Ostpreußen; † 13. Februar 1901 in Danzig). Sie war Tochter von George William von Simpson. Aus der Ehe gingen zwei Söhne (einer starb als Kleinkind) und drei Töchter hervor. Ein Sohn war der spätere Autor und Landrat der Kreise Naugard und Westprignitz Wilhelm Gustav von Goßler (1883–1945). Die Tochter Mathilde Sophie Emilie von Goßler (* 1872) heiratete 1904 den Polizeipräsidenten Ernst Reinhold Gerhard von Glasenapp.

## Leben
Gustav Konrad Heinrich von Goßler beendete seine Schulzeit am Kneiphöfischen Gymnasium in Königsberg. Anschließend studierte er an der Friedrich-Wilhelms-Universität zu Berlin, der Ruprecht-Karls-Universität Heidelberg und der Albertus-Universität Königsberg Rechtswissenschaft. An der Friedrichs-Universität Halle wurde er zum Dr. iur. promoviert. Während seines Studiums wurde er Mitglied des Corps Saxo-Borussia Heidelberg. Er trat als Auskultator 1859 in den preußischen Justizdienst ein. 1861 wurde er Referendar und 1864 Assessor am Oberlandesgericht in Insterburg. Von 1865 bis 1874 war er Landrat des Kreises Darkehmen im ostpreußischen Regierungsbezirk Gumbinnen. Ab 1874 war er „Hilfsarbeiter“ im preußischen Innenministerium, wo er mit der Ausführung der neuen Kreisordnung betraut wurde.
1877 wurde er im Reichstagswahlkreis Regierungsbezirk Gumbinnen 4 (Stallupönen-Goldap-Darkehmen) Reichstagsabgeordneter und schloss sich der Deutschkonservativen Partei an. 1878 nahm er eine Stellung am Preußischen Oberverwaltungsgericht an, die ihn aber nur wenig befriedigte. Der damalige preußische Kultusminister Robert Viktor von Puttkamer holte ihn dann auch 1879 als Unterstaatssekretär in sein Ministerium. 1881 wurde er zudem zum Reichstagspräsidenten gewählt.
Noch im selben Jahr trat er am 17. Juni die Nachfolge von Puttkamers als Minister für geistliche, Unterrichts- und Medizinalangelegenheiten (Unterrichtsminister) an, der das Innenministerium übernommen hatte. Beherrschendes Thema im Kultusbereich war der sich allmählich entschärfende Kulturkampf mit der Katholischen Kirche. Von Goßler hielt am Schulaufsichtsgesetz von 1872 fest und geriet dabei in eine Auseinandersetzung mit dem Zentrums-Politiker Ludwig Windthorst, der für die Wiederherstellung der geistlichen Schulaufsicht eintrat. Auch widmete sich von Goßler den Minoritäten in den polnisch besiedelten Gebieten. Er stellte sich gegen das verstärkte Vordringen der polnischen Sprache und verbannte die polnische Unterrichtssprache aus den Volksschulen, auch aus dem Religionsunterricht, den häufig polnische Geistliche hielten. Dies unterdrückte die polnische, vorwiegend katholische Minderheit in den Ostgebieten des Deutschen Reiches. Zur Stärkung der Wehrkraft erließ er 1881 den Goßler’schen Spielerlaß, der die ökonomische Voraussetzung für regelmäßigen Turnunterricht in den Gymnasien wurde. Dies wurde zur Voraussetzung der Spielbewegung. Um es organisatorisch zu unterfüttern, schloss er sich auch dem Zentralausschuß zur Förderung der Jugend- und Volksspiele an.
Ab 1886 unterstützte er Robert Koch bei der Einrichtung des Preußischen Instituts für Infektionskrankheiten und 1890 bei der Vorstellung seines Tuberkulosemittels Tuberkulin. Goßler stellte 1888 den Antrag für die Verleihung des Ritterkreuzes des Hohenzollernschen Hausorden an Theodor Fontane, den er bereits seit seiner Studienzeit kannte.
Seiner konservativen Gesinnung und seinem humanistischen Bildungsbegriff folgend, hielt er an der Vorrangstellung des humanistischen Gymnasiums fest und stellte sich gegen den stärkeren Ausbau der Realschulen und damit gegen die Reformwünsche des jungen Kaisers Wilhelm II. Aus diesen Gründen und auch, weil die Regierung des neuen Ministerpräsidenten Leo von Caprivi die Unterstützung der katholischen Zentrumspartei nötig hatte, schied er, gescheitert an einer Reform des preußischen Schulwesens, am 11. März 1891 nach zehn Jahren aus dem Ministeramt.
Vom Kaiser wegen seiner Tatkraft und Redegewandtheit dennoch hochgeschätzt, wurde er zum Oberpräsidenten der erst kürzlich wieder verselbständigten Provinz Westpreußen mit Amtssitz in Danzig ernannt. Auch hier stellte er sich entschieden gegen die polnischstämmigen Bevölkerungsteile. Neben seinem Vorgehen gegen die polnische Sprache in den Volksschulen zog er vermehrt deutsche Bauern aus den Westteilen des Reiches heran, um das deutsche Bevölkerungselement in der Provinz zu stärken. Besonderes Augenmerk richtete er als westpreußischer Oberpräsident auf die von 1898 bis 1904 erfolgte Errichtung der Technischen Hochschule Danzig.

## Ehrungen

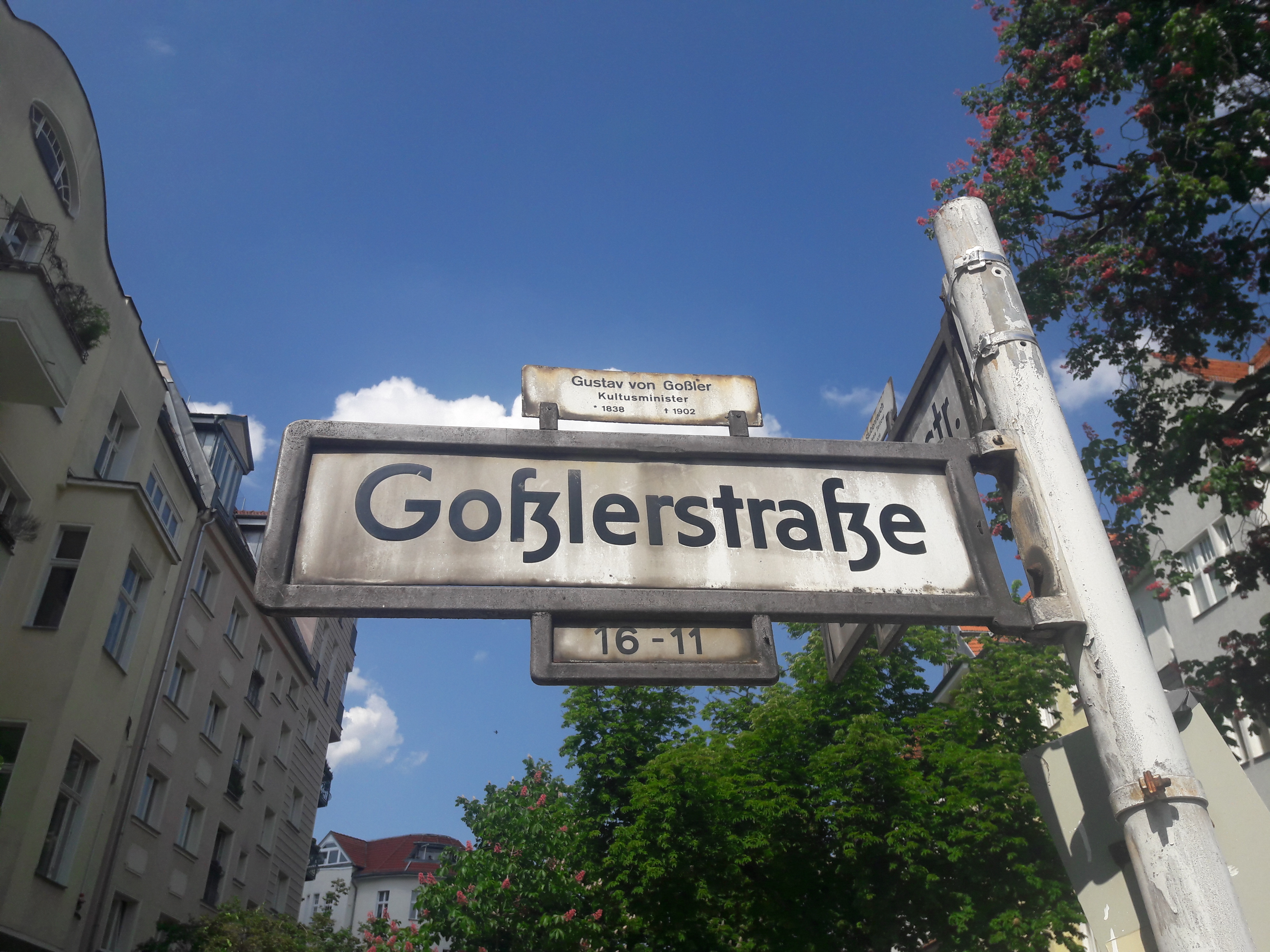
Straßenschild Goßlerstrasse, Berlin

- D. theol. h. c. der Friedrich-Wilhelms-Universität zu Berlin
- Dr. phil. h. c. der Friedrichs-Universität Halle
- Dr. med. h. c. der Georg-August-Universität Göttingen
- Schwarzer Adlerorden (15. Juni 1898)
- Ehrenbürger von Danzig (1899)
- Ehrenmitglied der Königlich-Preußischen Akademie der Wissenschaften (1900)[10]
- Umbenennung von Jablonowo in Goßlershausen (1903)
- In Berlin-Friedenau, in Berlin-Dahlem und in Göttingen (1889[11][12]) ist jeweils eine „Goßlerstraße“ nach Gustav von Goßler benannt.

## Veröffentlichungen
- Auf seine Initiative: Die Naturwissenschaftlichen und medicinischen Staatsanstalten Berlins: Festschrift für die 59. Versammlung Deutscher Naturforscher und Aerzte, 1886.
- Ansprachen und Reden. Berlin 1890.